# Стабільне бічне положення

Усі форми стабільних бічних положень мають спільні основні принципи. Рот спрямований донизу, щоб рідина могла відтікати з дихальних шляхів пацієнта; підборіддя знаходиться на відстані від горла, щоб надгортанник залишався відкритим. Руки та ноги складені так, щоб пацієнт стабільно залишався лежати на боку

Стабільне бічне положення у першій допомозі — положення тіла лежачи на боці, яке часто використовується для постраждалих, які є непритомними, але дихають. Англійською ця поза називається «Recovery position», що буквально значить «положення для відновлення»
Непритомна людина, оцінена за шкалою ком Глазго на вісім балів або нижче, у положенні лежачи на спині може бути не в змозі підтримувати прохідність дихальних шляхів, як притомна людина. Це може призвести до обструкції дихальних шляхів, обмежуючи потік повітря та запобігаючи газообміну, внаслідок чого виникає гіпоксія, що становить загрозу для життя. Щороку трапляються тисячі смертельних випадків, коли сама по собі причина непритомності не була смертельною, але обструкція дихальних шляхів призвела до задухи пацієнта. Це особливо стосується вагітних жінок без свідомості; після перевертання на лівий бік тиск на нижню порожнисту вену знімається, і венозне повернення не обмежується.
Причиною непритомності може бути будь-яка причина, від травми до сп'яніння.
В умовах медичної установи використання такої пози не є обов'язковим, якщо медичні працівники мають доступ до вдосконалених методів забезпечення прохідності дихальних шляхів, таких як інтубація трахеї.

## Мета
Стабільне бічне положення призначене для запобігання асфіксії через обструкцію дихальних шляхів, що може статися у пацієнтів, які перебувають у стані непритомності, лежачи на спині. У такій позі пацієнту загрожує обструкція дихальних шляхів двох видів:
- Механічна обструкція: У цьому випадку дихальні шляхи пацієнта блокує фізичний об'єкт. В більшості випадків це власний язик пацієнта, оскільки непритомність призводить до втрати контролю та м'язового тонусу, внаслідок чого язик опускається до задньої стінки глотки, створюючи обструкцію.
- Обструкція рідиною: Блювотні можуть накопичуватися в глотці, що фактично призводить до утоплення постраждалого. Втрата м'язового контролю, яка призводить до блокування язика горлом, також може призвести до потрапляння вмісту шлунка в горло (пасивна регургітація). Рідина, яка накопичується в задній частині горла, також може потрапляти в легені. Можливе таке ускладнення, як опік шлунковим соком внутрішньої оболонки легень, що викликає аспіраційну пневмонію.

Коли пацієнт знаходиться у стабільному бічному положенні, сила тяжіння запобігає обструкції дихальних шляхів язиком і забезпечує вільний витік рідин.
Міжнародний комітет з реанімації (англ. International Liaison Committee on Resuscitation, ILCOR) не рекомендує якесь одне конкретне бічне положення для розміщення постраждалого, але при виборі позиції радить дотримуватися шести ключових принципів:
1. Пацієнт повинен знаходитися в положенні якомога ближчому до справжнього бокового положення з опорою на голову, щоб забезпечити вільний відтік рідини.
2. Положення має бути стабільним.
3. Слід уникати будь-якого тиску на грудну клітку, який погіршує дихання.
4. Потерпілого слід легко та безпечно перевертати на бік і повертати на спину, враховуючи особливу можливість травми шийного відділу хребта.
5. Позиция має забезпечувати можливість зручного спостереження за дихальними шляхами та доступу до них.
6. Сама позиція не повинна призводити до будь-яких травм потерпілого.

## Історія
Найранніше відоме визнання того, що розміщення пацієнтів без свідомості на боці запобігає обструкції дихальних шляхів було зроблено Робертом Боулзом, лікарем лікарні Вікторії у Фолкстоні, Англія. У 1891 році він представив статтю під назвою «Про стертор, апоплексію та лікування апоплексичного стану» (англ. On Stertor, Apoplexy, and the Management of the Apoplectic State), де описав пацієнтів, які перенесли інсульт, з шумним диханням через обструкцію дихальних шляхів (також відомою як стертор).
Цю статтю підтримав анестезіолог Фредерік Хьюїтт з Королівського Лондонського шпиталя, який порадив пацієнтам після операції лежати на боці. Однак ця думка не була широко прийнята, і підручники з хірургії навіть 50 років потому все ще рекомендували залишати пацієнтів під наркозом у положенні лежачи на спині.
Організації з надання першої медичної допомоги також повільно впроваджували ідею стійкого бічного положення: посібники з першої допомоги Британського Червоного Хреста та Швидкої допомоги Святого Іоанна 1930-х і 1940-х років рекомендували класти пацієнта на спину. Посібник з першої медичної допомоги Британського Червоного Хреста 1938 року навіть містив інструкцію «розмістити голову в такому положенні, щоб трахея була прямою, тримаючи голову піднятою, якщо обличчя почервоніло, і на одній лінії з тілом, якщо воно бліде». Але вже посібник Святого Іоанна рекомендував повертати голову набік, і лише в 40-му виданні цього посібника Святого Іоанна 1950 року було додано: «якщо дихання шумне (виходить крізь виділення), поверніть пацієнта в положення на три чверті лежачи» що дуже схоже на сучасне стабільне бічне положення.
Було проведено експерименти з великою кількістю положень пацієнта — переважно в Європі, оскільки в США застосування стійкого бічного положення не набуло широкого розповсюдження до його прийняття Американською кардіологічною асоціацією в 1992 році. Випробувані пози включали «коматозне положення» (coma position), «положення Раутека» та «положення HAINES» (англ. High Arm IN Endangered Spine, що значить «високо піднята рука при ураженні хребта»).
У 1992 році Європейська рада з реанімації запровадила нове положення, за яким руку, що ближча до підлоги, слід було виносити перед пацієнтом, тоді як раніше її розміщували позаду нього. Ця зміна була внесена через кілька зареєстрованих випадків пошкодження нервів і кровоносних судин у руках пацієнтів.
ILCOR видав свої рекомендації щодо основних принципів стабільних бічних положень у 1996 році, але конкретних інструкцій не надав, і, як наслідок, у світі використовується кілька таких позицій, що відповідають цим принципам.